# Столяр Олег Володимирович
Оле́г Володи́мирович Сто́ляр — старший солдат Збройних сил України, учасник російсько-української війни.
Брав участь у російсько-українській війні у складі батальйону «Айдар». У мирний час проживає в Житомирі.

## Нагороди
За особистий внесок у зміцнення обороноздатності Української держави, мужність, самовідданість і високий професіоналізм, виявлені під час виконання військового обов'язку, та з нагоди Дня Збройних Сил України нагороджений орденом «За мужність» III ступеня (2.12.2016).